# Голосеевский национальный природный парк
«Голосеевский» (укр. «Голосіївський») — национальный природный парк, расположенный на территории Киевского горсовета (Украина). Создан 27 февраля 2007 года. Площадь — 10 988,14 га.

## История
17 февраля 1994 году Решением Киевского горсовета для будущего НПП было зарезервировано 11 000 га земель в Московском районе. Национальный природный парк «Голосеевский» был создан 27 февраля 2007 года согласно Указу Президента Украины Виктора Ющенко № 794 с общей площадью 4 525,52 га (в т.ч. 1 888,18 га предоставлены в постоянное пользование)..
1 мая 2014 года Указом Президента Украины № 446/2014 «Про изменение границ национального природного парка Голосеевский» была увеличена площадь объекта, путём присоединения 6 462,62 га Святошинского лесопаркового хозяйства (к имеющимся 4 525,52 га).
В 2015 году были выделены средства для проведения работ, связанных с внесением изменений к Проекту организации территории Голосеевского национального природного парка с учётом расширения. На 2015 год не была разработана документация по землеустройству для обеспечения охранного режима (а также тип режима, согласно функциональной зоне парка) и установления границ парка.

## Описание
Парк расположен на территории Голосеевского, Святошинского и Подольского (незначительный участок) районов Киева на правобережье Днепра. Рельеф парка представлен поднятиями Лысогорско-Корчеватское и Пироговское (высотой 185-190 м), Киевское лёссовое плато, первая надпойменная терраса Днепра, поймы рек Днепр и Вита. В Голосеевском лесу и парке имени Рыльского в долинах протекают ручьи Ореховатский, Дидоровский и Китаевский с системами прудов: (Ореховатские, Дидоровские, Китаевские). Местность заказника Лесники расчленена многочисленными рукавами реки Вита.
Парк представлен отдельными участками. Северная часть в Голосеевском районе (Голосеевский лес и парк Рыльского) ограничена Голосеевским проспектом, Столичным шоссе и улицей Академика Заболотного, южная (урочище Лесники и Конча-Заспа) — Столичным и Днепровским шоссе и административной границей Киева. Беличанский лес занимает западную часть Святошинского района (и Подольского района), за исключением существующих природоохранных объектов.
Состав паркаː

1-8 — объекты на территории Голосеевского района, 9 — Святошинского и Подольского. В скобках указаны землепользователи

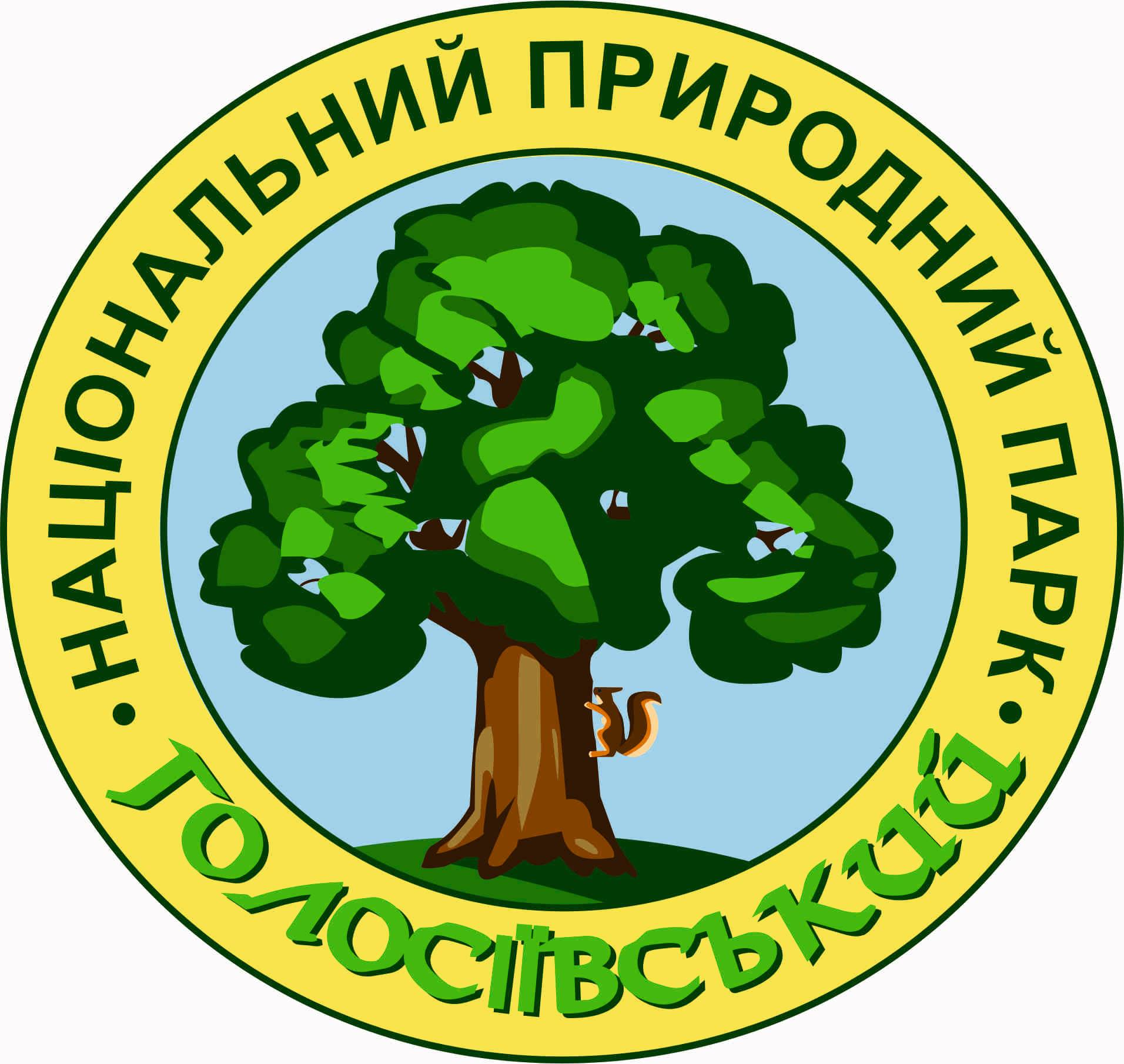
Логотип парка

1. парк-памятник садово-паркового искусства Голосеевский лес
2. заказник Урочище Лесники
3. парк-памятник садово-паркового искусства Парк имени Максима Рыльского (коммунальное предприятие по уходу за зелёным насаждениями в Голосеевском районе)
4. Склон возле института физики (КП УЗН Голосеевском районе)
5. Ботанический сад Национального университета биоресурсов и природопользования (Национальный университет биоресурсов и природопользования)
6. Урочище Бычок (Конча-Засповское лесопарковое хозяйство)
7. Урочище Конча-Заспа (в т.ч. заказник Дачное; Конча-Засповское ЛПХ)
8. Урочище Теремки (Институт зоологии имени И. И. Шмальгаузена НАНУ)
9. Беличанский лес (Святошинское ЛПХ)

Согласно Указу Президента Украины № 794 «Про создание национального природного парка Голосеевский» от 15.11.2008 года в состав парка, без изъятия у землепользователей, вошли такие землиː
1. Коммунальное объединение Киевзеленстрой (Конча-Засповское ЛПХ) 2 406,07 га
2. Коммунальное предприятие по уходу за зелёным насаждениями в Голосеевском районе 134,74 га
3. Институт зоологии имени И. И. Шмальгаузена НАНУ 90,28 га
4. Национальный университет биоресурсов и природопользования 15,00 га

## Природа
В состав парка вошли ценные лесостепные комплексы и природные объекты: северная часть, представленная широколиственными лесами — Голосеевский лес (в том числе Голосеевский парк имени Максима Рыльского), урочище «Теремки» и «Бычок»; южная часть — надпойменная терраса Днепра, перекрытая рекой Сиверкой, куда входит заказник «Лесники». Южная часть покрыта сосновыми лесами, а также частично ольховые леса.

## Галерея

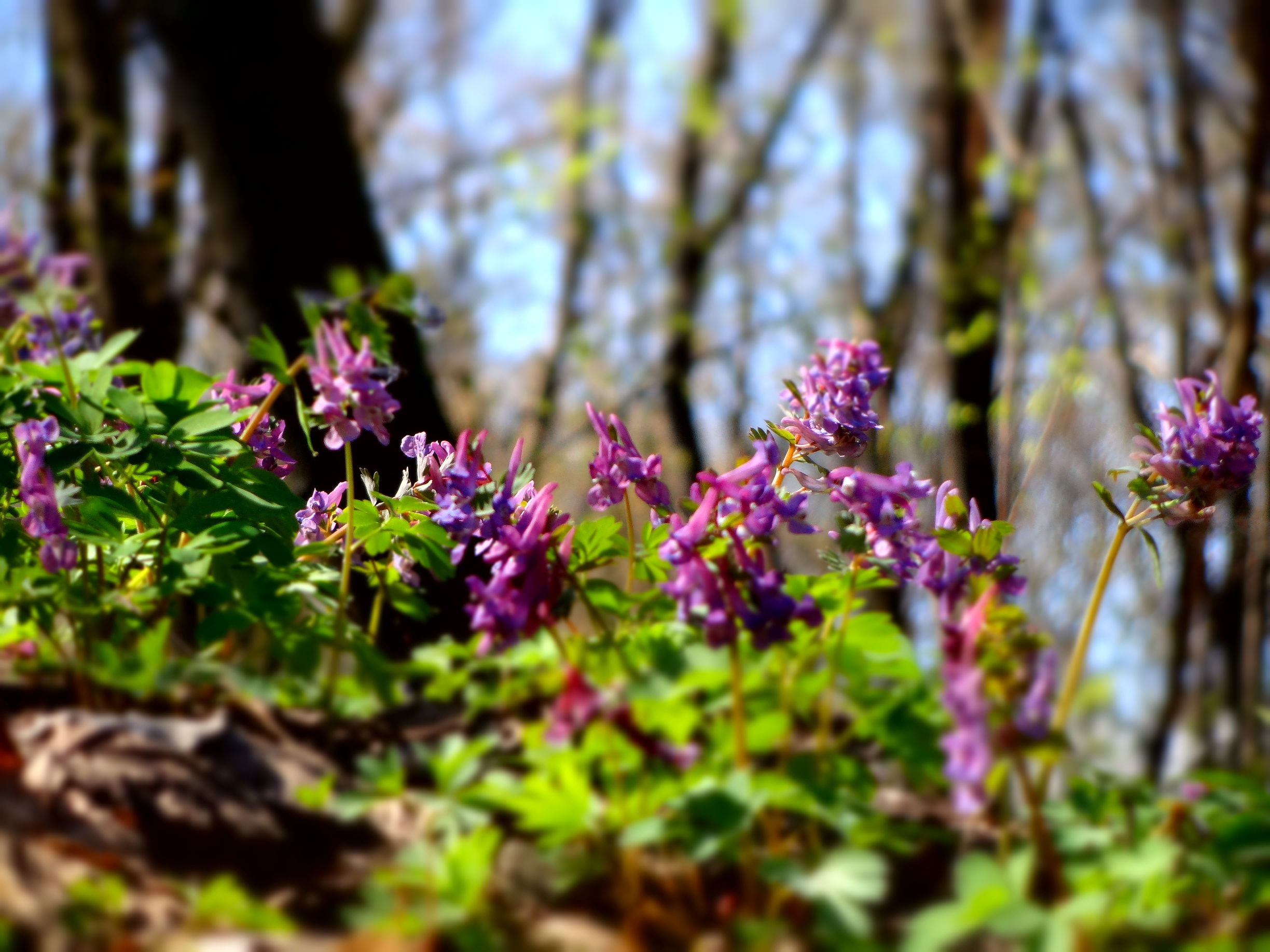
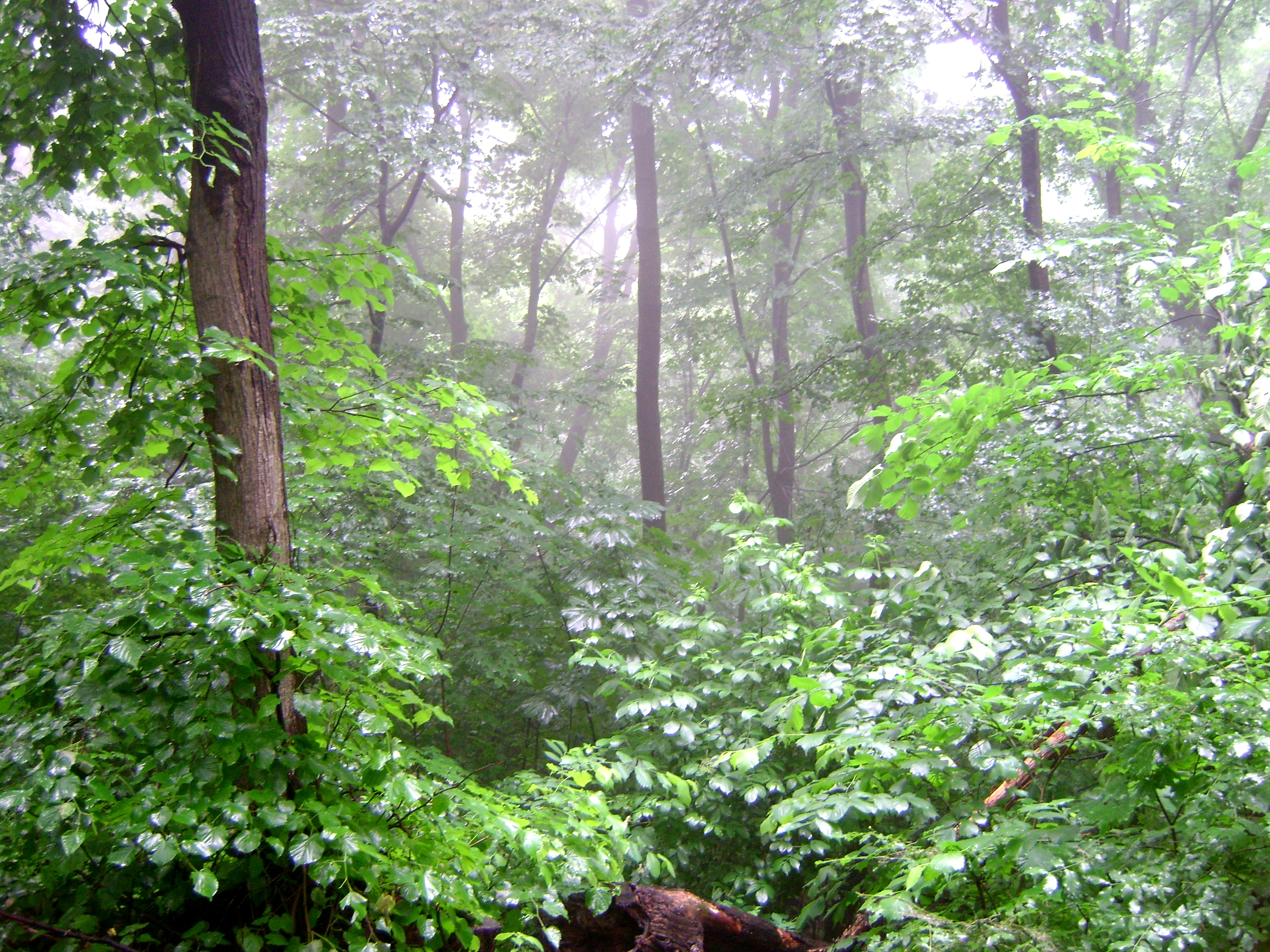
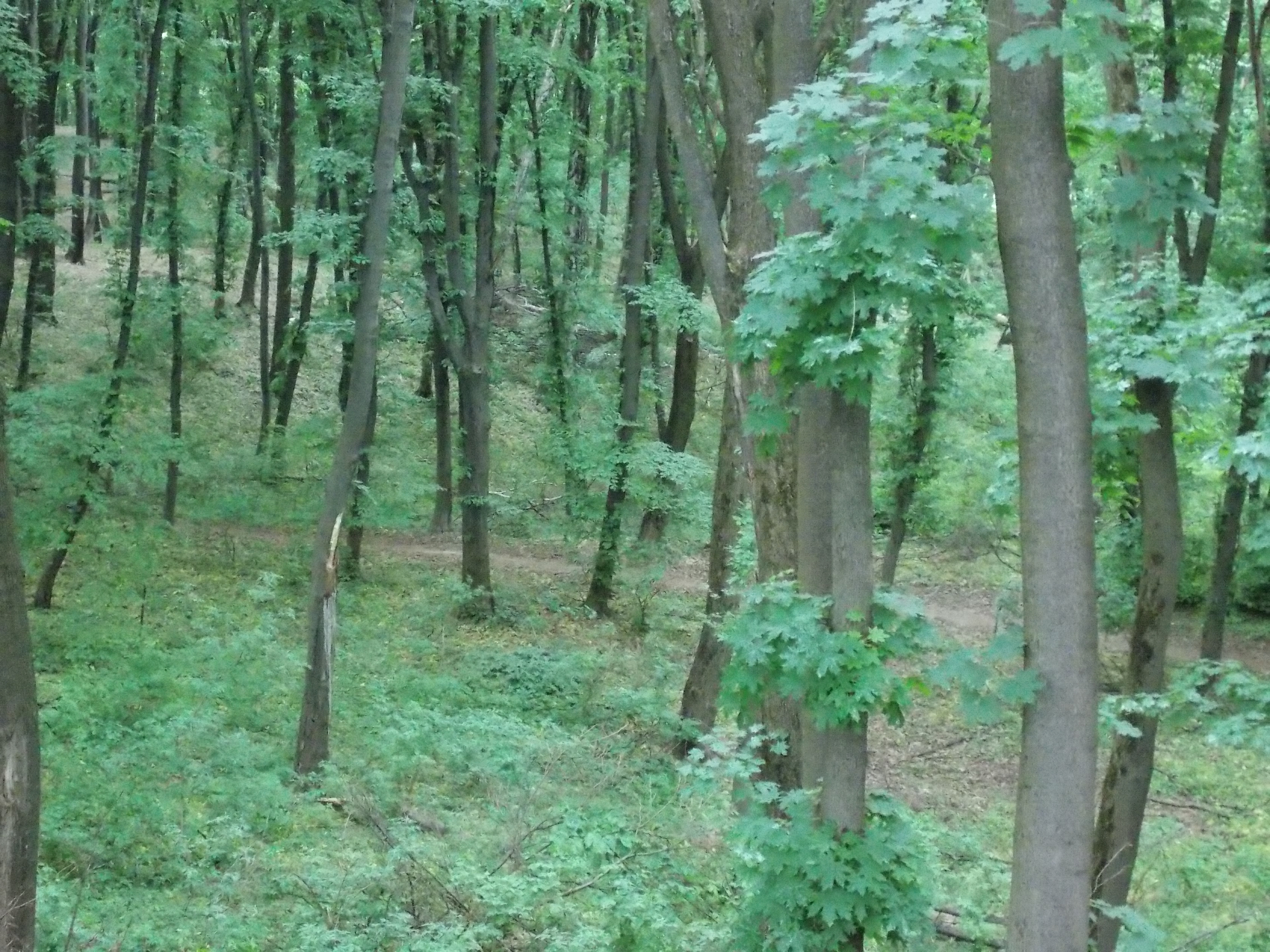
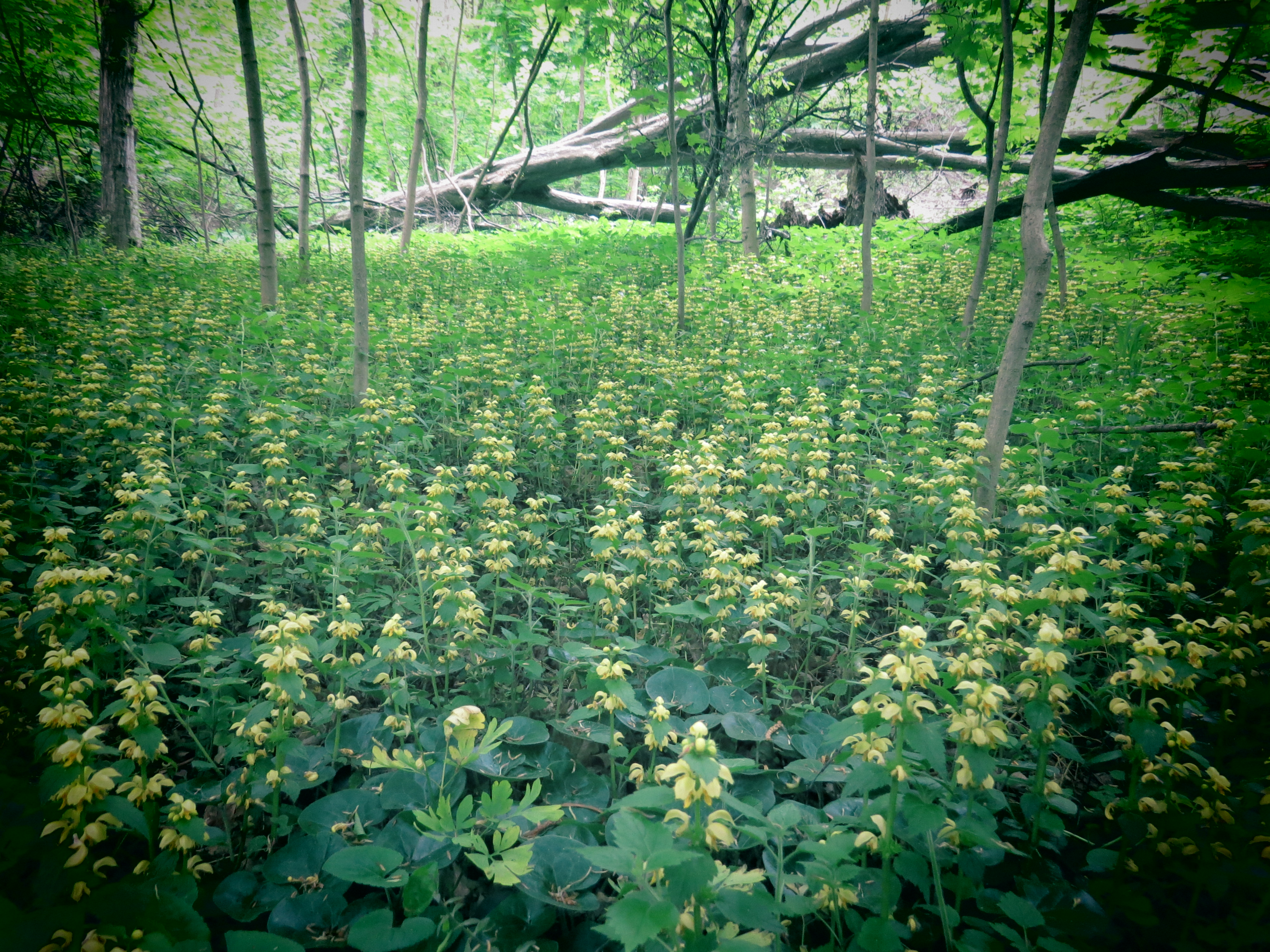
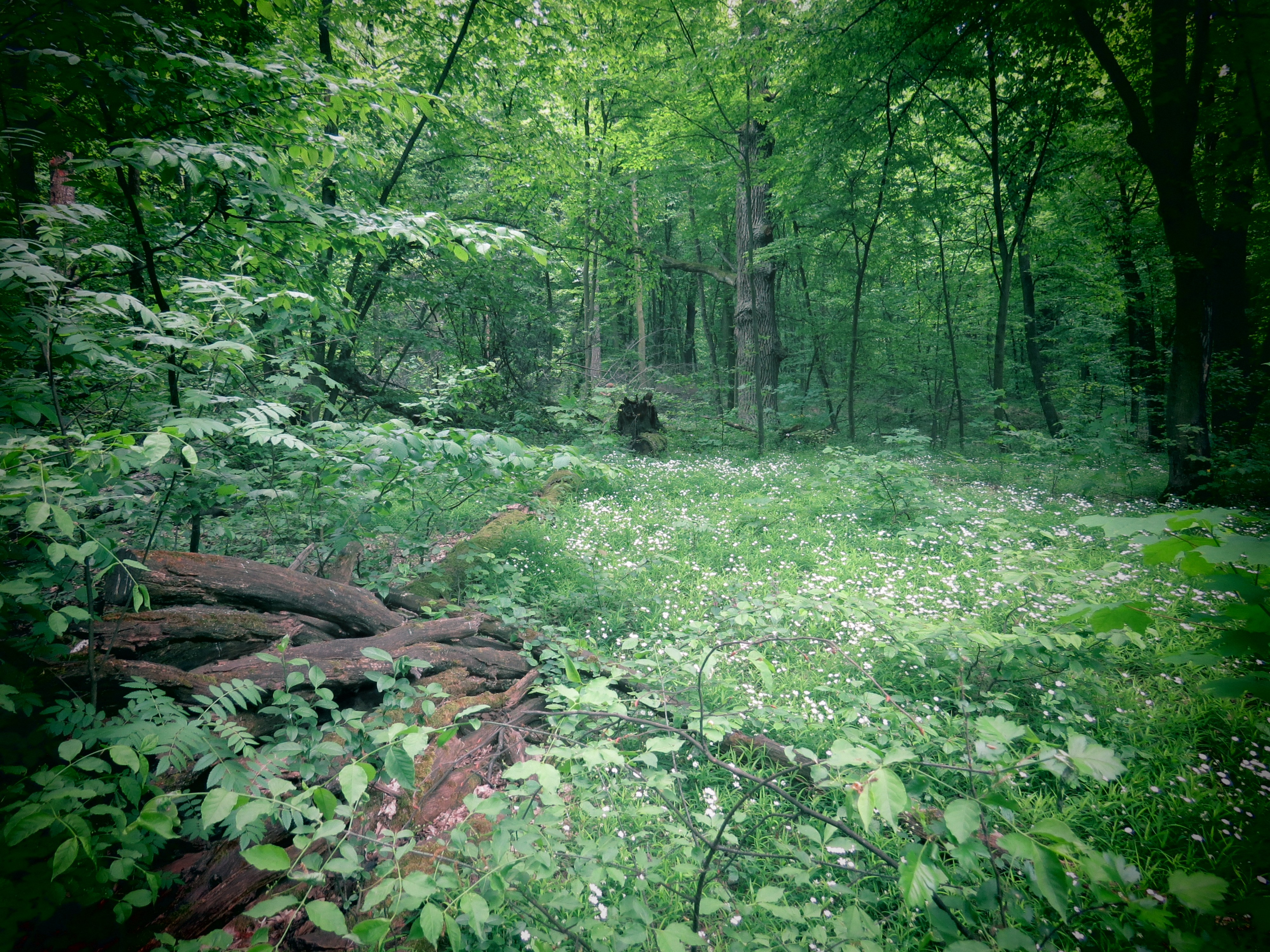
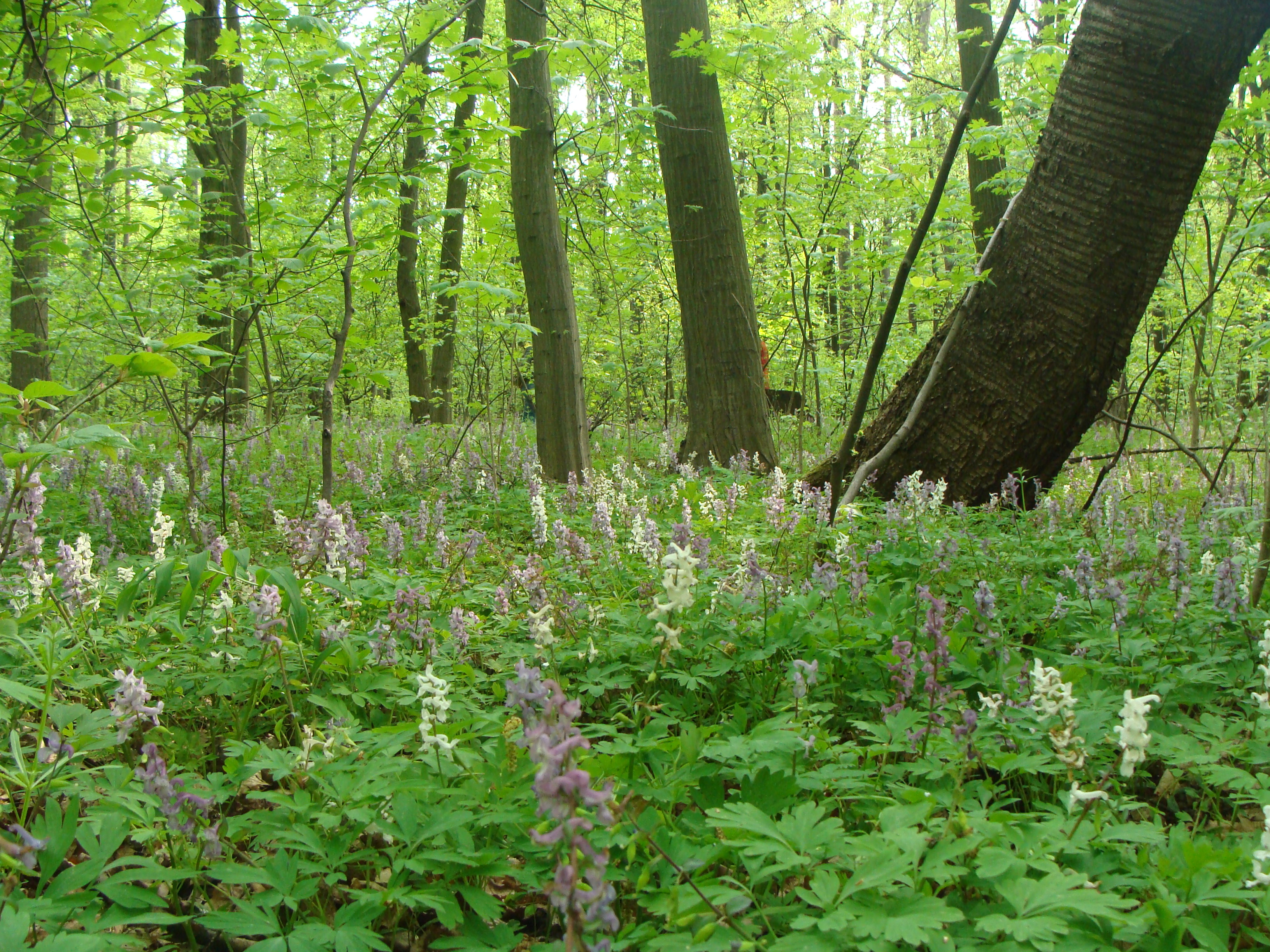
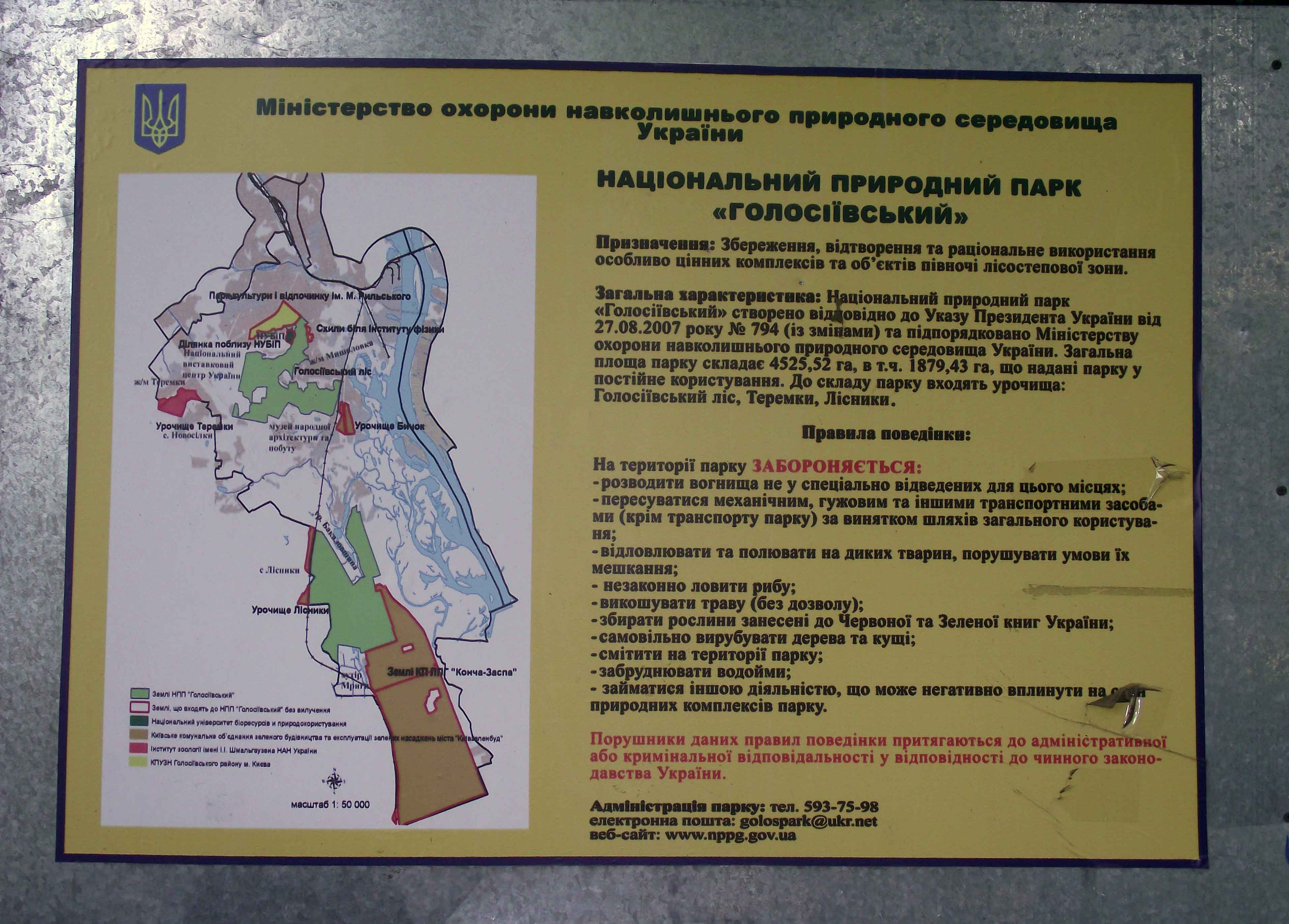
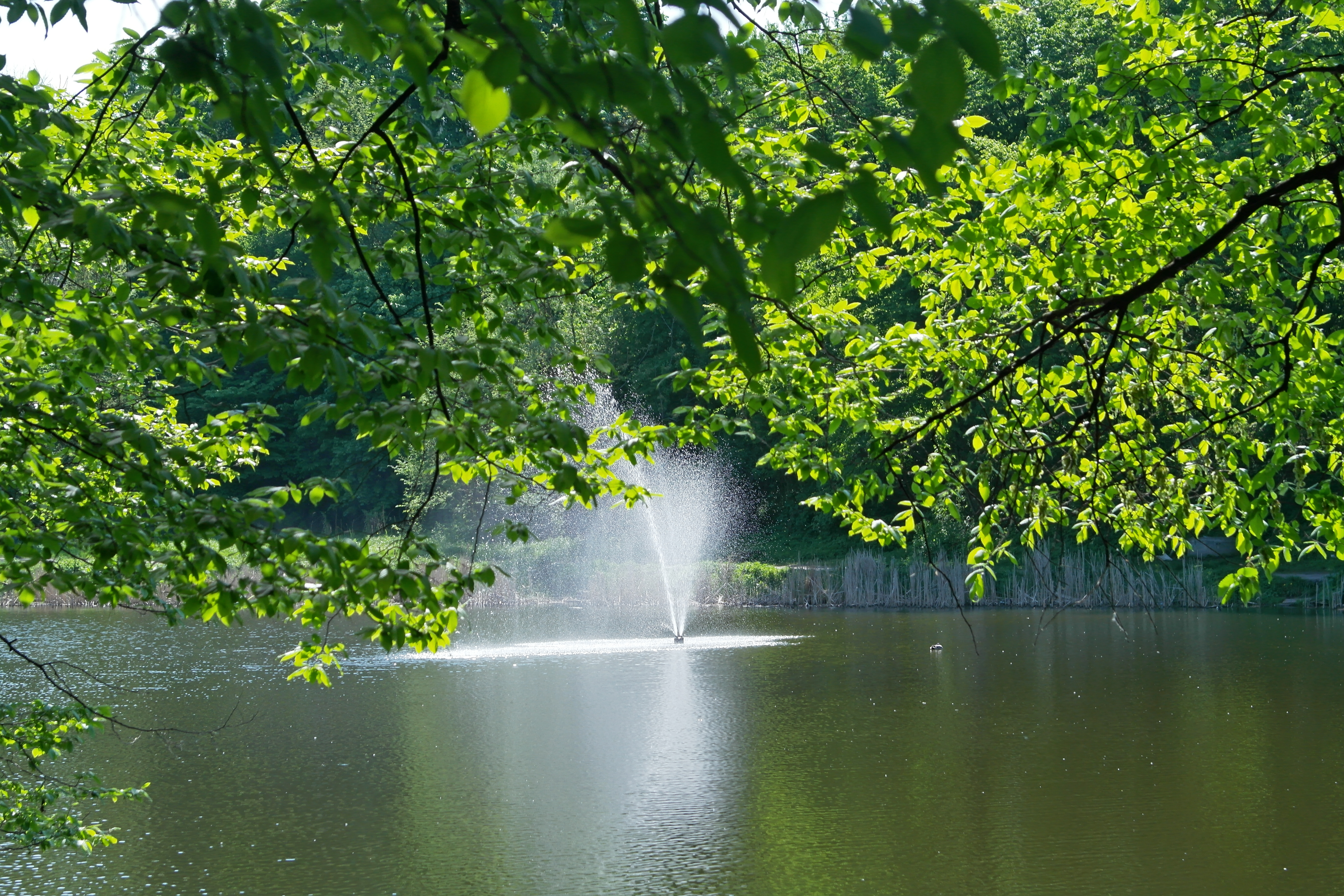
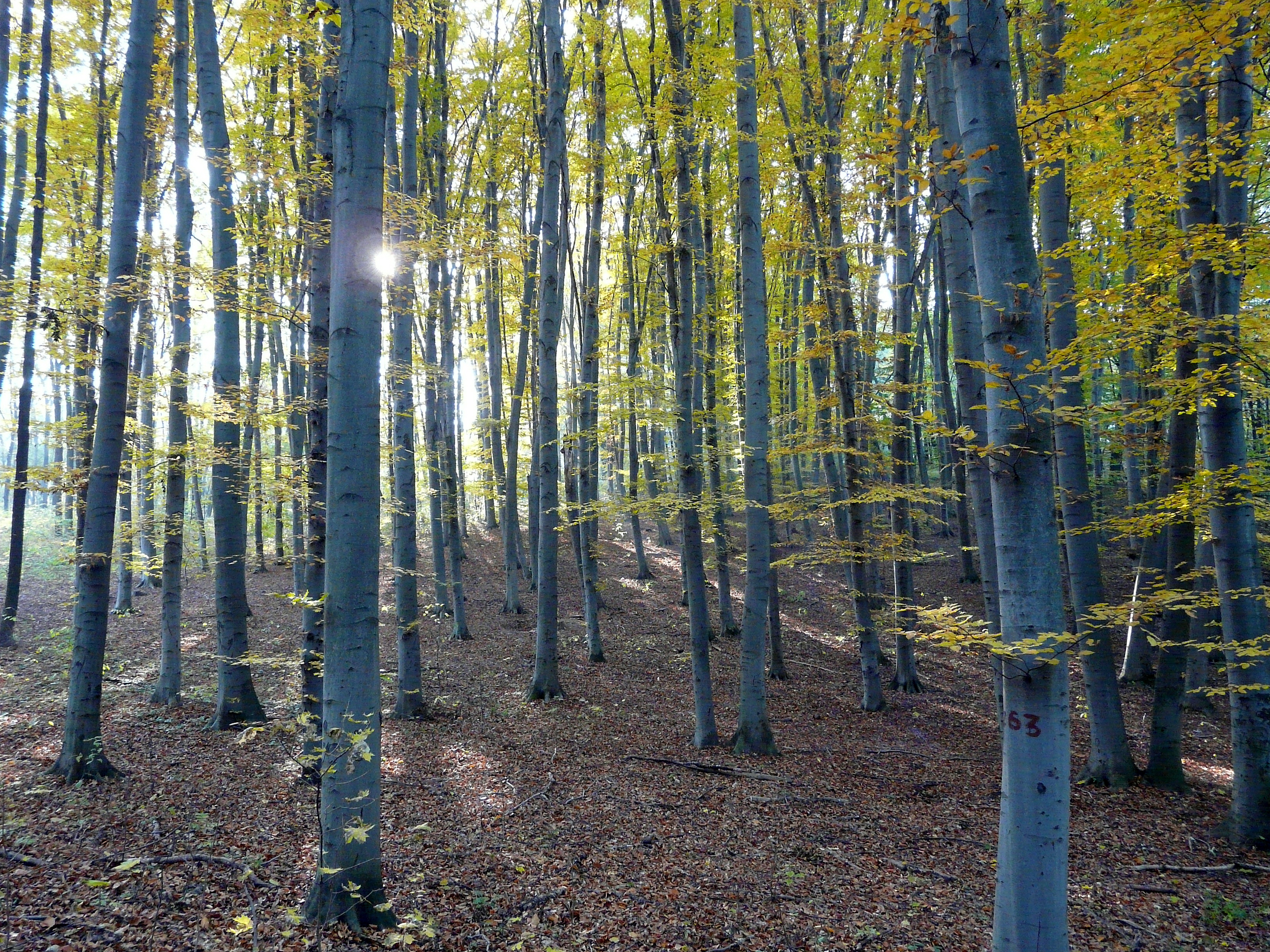
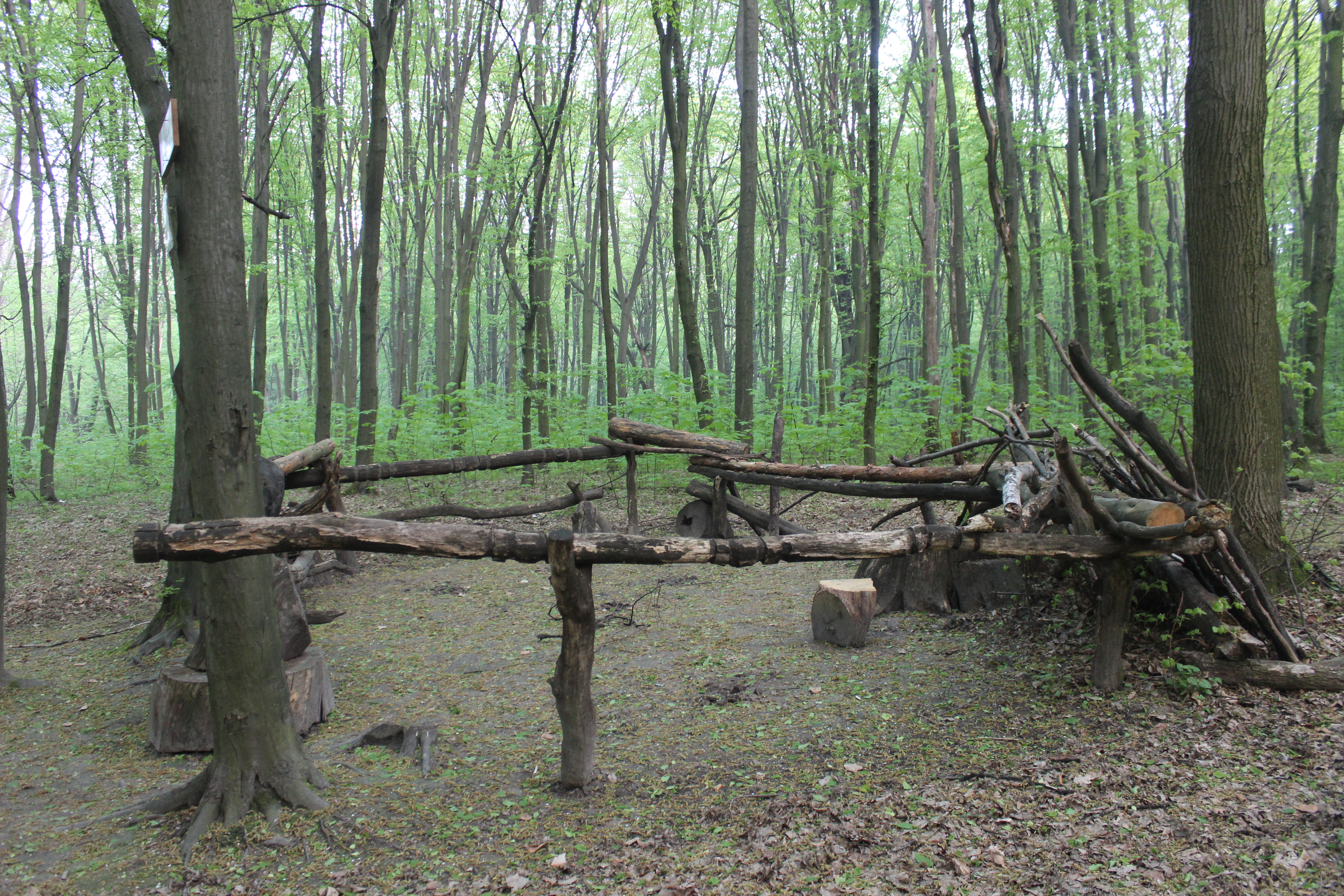
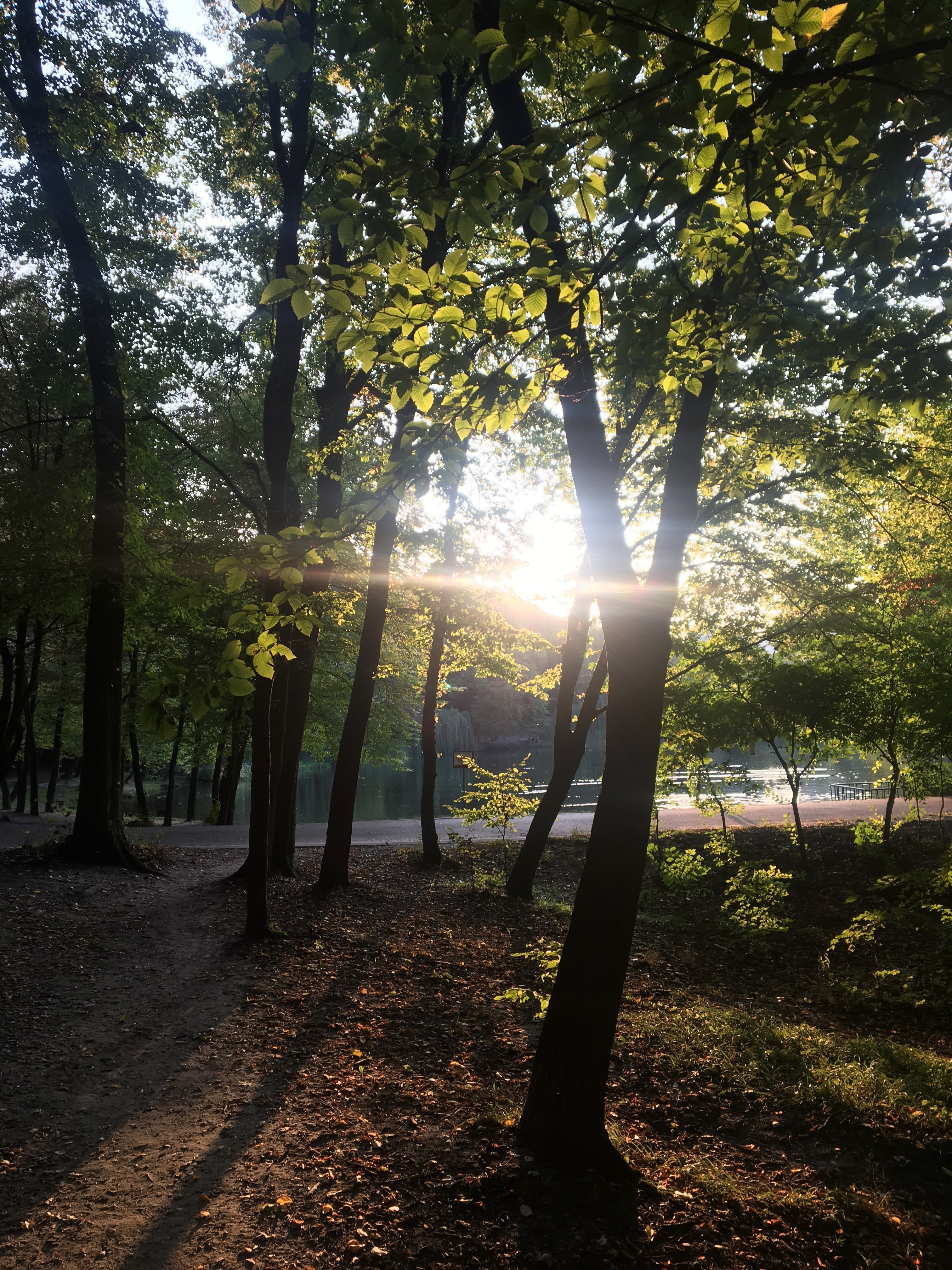
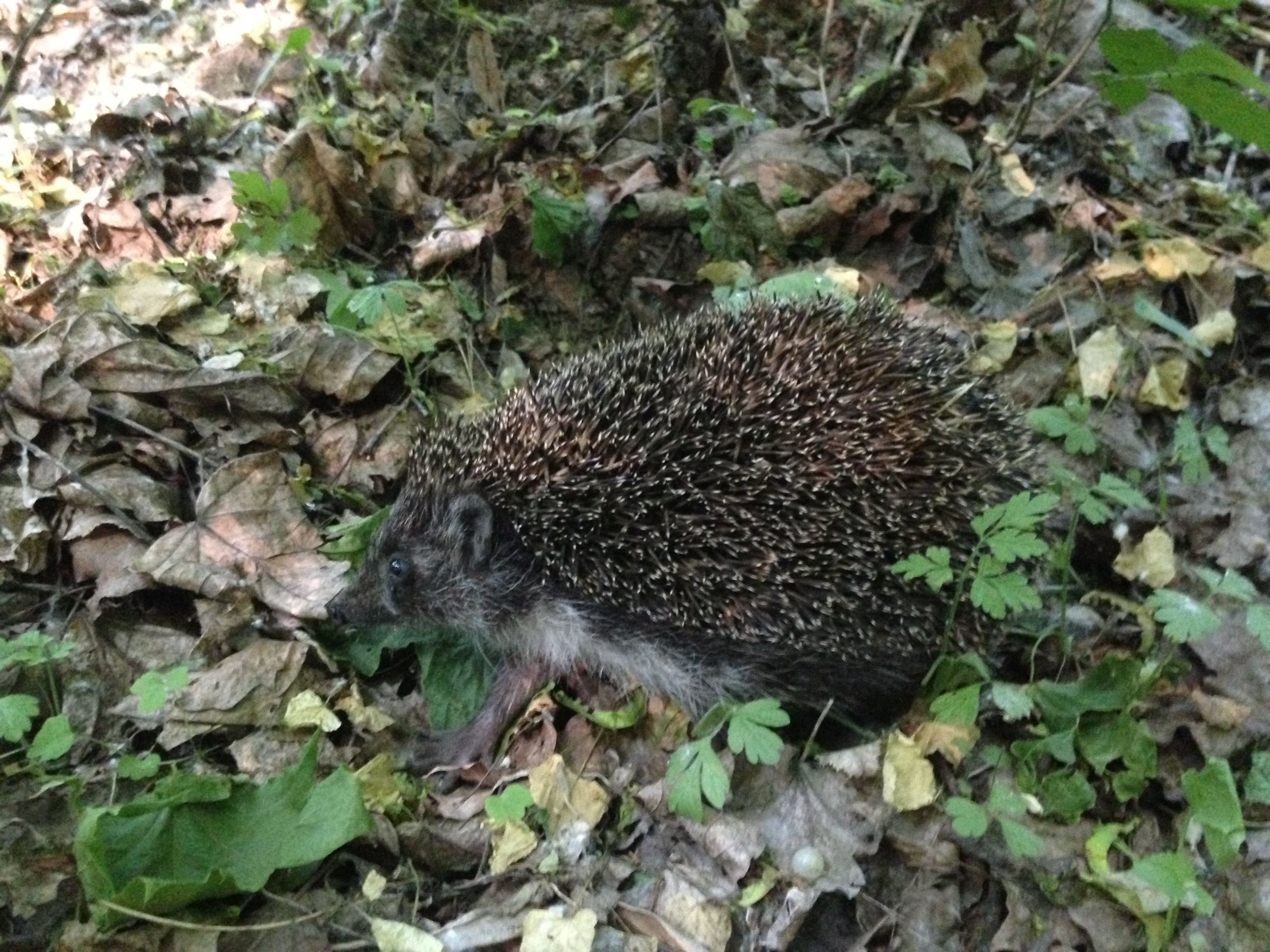